# That XX
«That XX» (그 XX; Geu XX) — песня южнокорейского рэпера и автора-исполнителя G-Dragon, выпущенная 1 сентября 2012 года в качестве второго сингла с его второго сольного альбома One of a Kind.

## Предыстория и выпуск
"That XX" был выпущен как первый цифровой сингл и второе музыкальное видео с One of a Kind. Песня была признана непригодной для слушателей младше 19 лет из-за откровенного текста. В клипе нецензурные слова были заменены гудками. После выпуска песня заняла первое место во всех основных музыкальных чартах Южной Кореи и в еженедельном iChart на Instiz, достигнув «Perfect All-Kill». «That XX» достигла вершины чарта Gaon за сентябрь. Это первый случай, когда песня 19+ заняла первое место. Единственное живое выступление по телевидению было сделано на музыкальном шоу Inkigayo с гитаристом Сонха Чоном. G-Dragon исполнил исправленную версию, подходящую для телевещания.

## Клип
Музыкальное видео «That XX» было загружено на официальный канал Big Bang на YouTube 1 сентября 2012 года. Его снял Хан Са Мин, который ранее снимал клипы  «Love Song» Big Bang и «Lonely» 2NE1. В видео G-Dragon играет двух персонажей: самого себя и изменяющего бойфренда женского персонажа, которого играет Ким Дженни, которая позже дебютировала в составе Blackpink. Музыкальное видео набрало три миллиона просмотров всего за два дня. По состоянию на декабрь 2022 года клип имеет более 102 миллионов просмотров на YouTube.

## Каверы
Песня That XX была переделана рэперами Olltii и Zico для реалити-шоу Show Me the Money. Это исполнение заняло 32-е место в цифровом чарте Gaon. Пак Е Ын из Wonder Girls и дуэт 15& переделали песню, придав ей женский взгляд на шоу выживания Singer Game. Сола из Mamamoo исполнила кавер на телешоу Duet Song Festival.

## Список композиций
- Цифровая дистрибуция

1. "That XX" — 3:20

## Чарты
| Чарт (2012)                            | Высшая позиция |
| -------------------------------------- | -------------- |
| Республика Корея (Gaon Digital Chart)  | 1              |
| Республика Корея (Korea K-pop Hot 100) | 2              |

## Продажи
| Страна                      | Продажи   |
| --------------------------- | --------- |
| Республика Корея (цифровые) | 1,898,895 |